# Gioco di costruzione

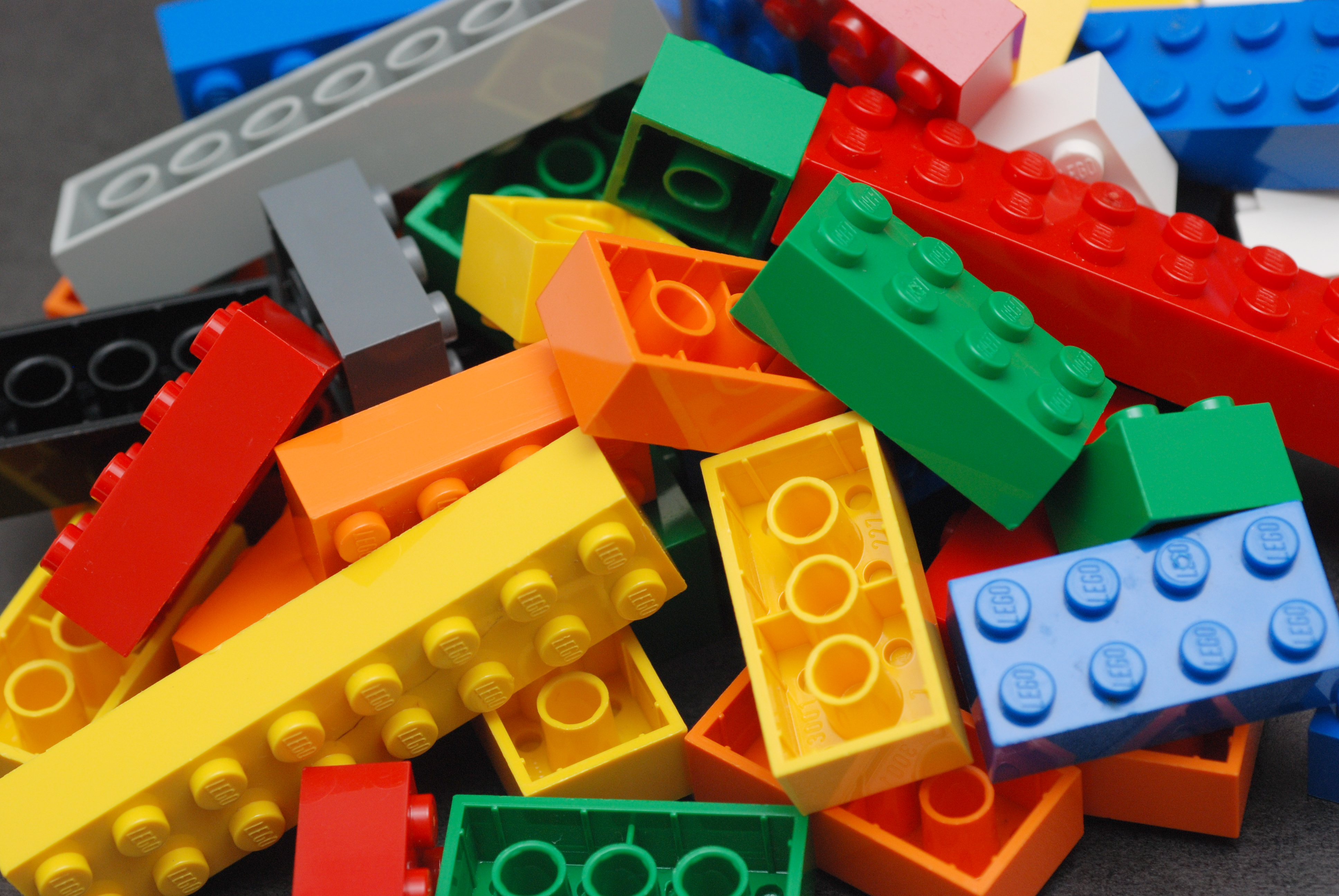
I mattoncini LEGO incoraggiano l'apprendimento mediante il gioco

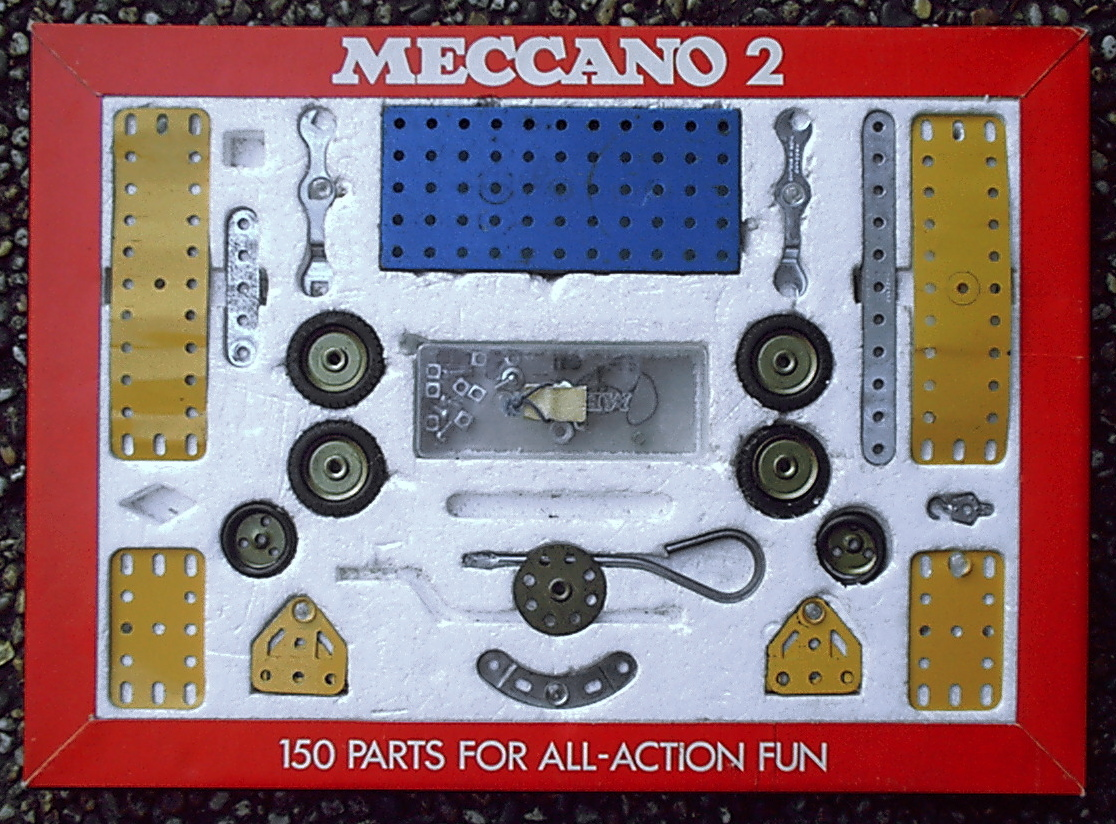
Set di Meccano degli anni settanta

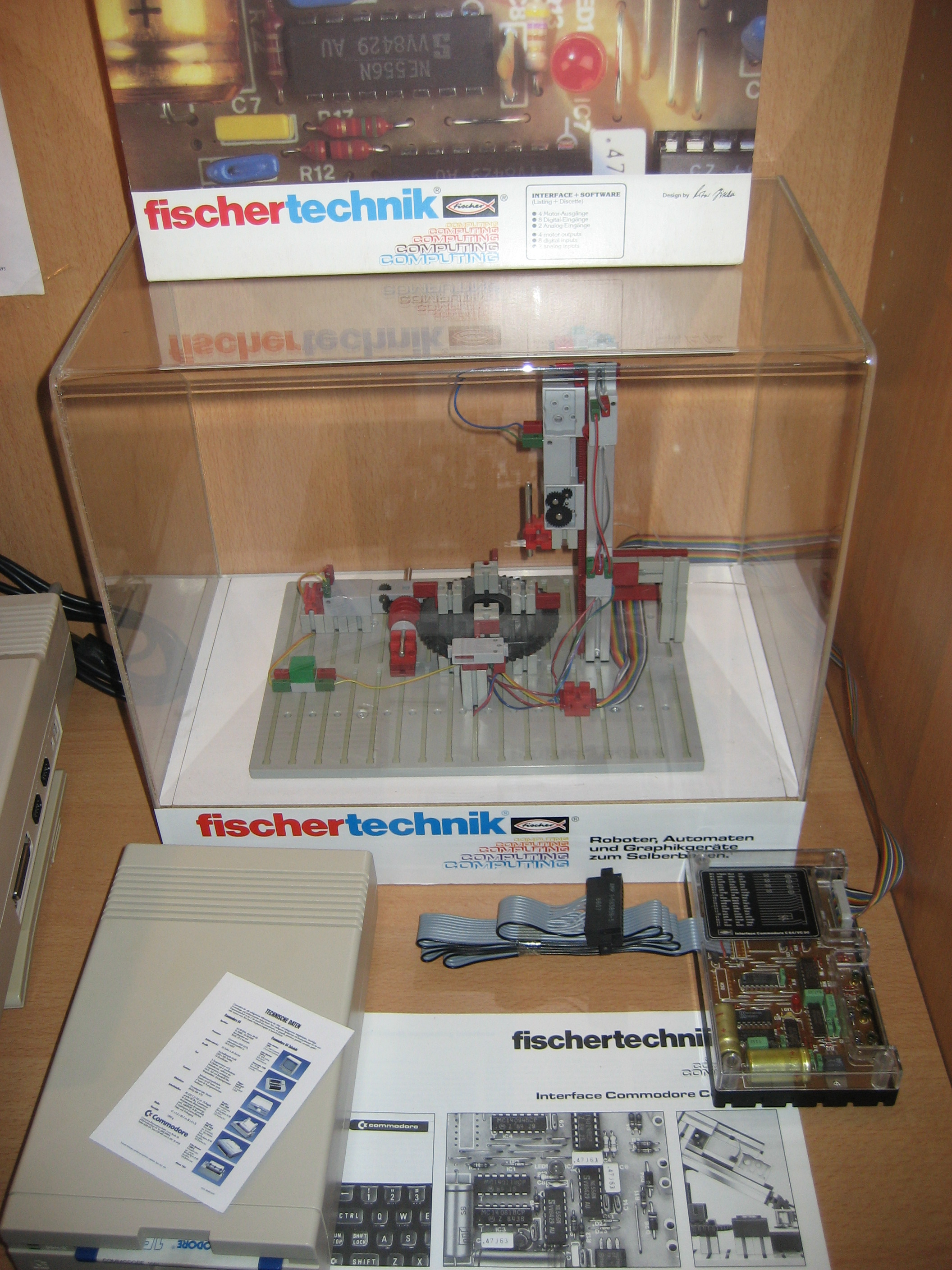
Fischertechnik controllato da un C64

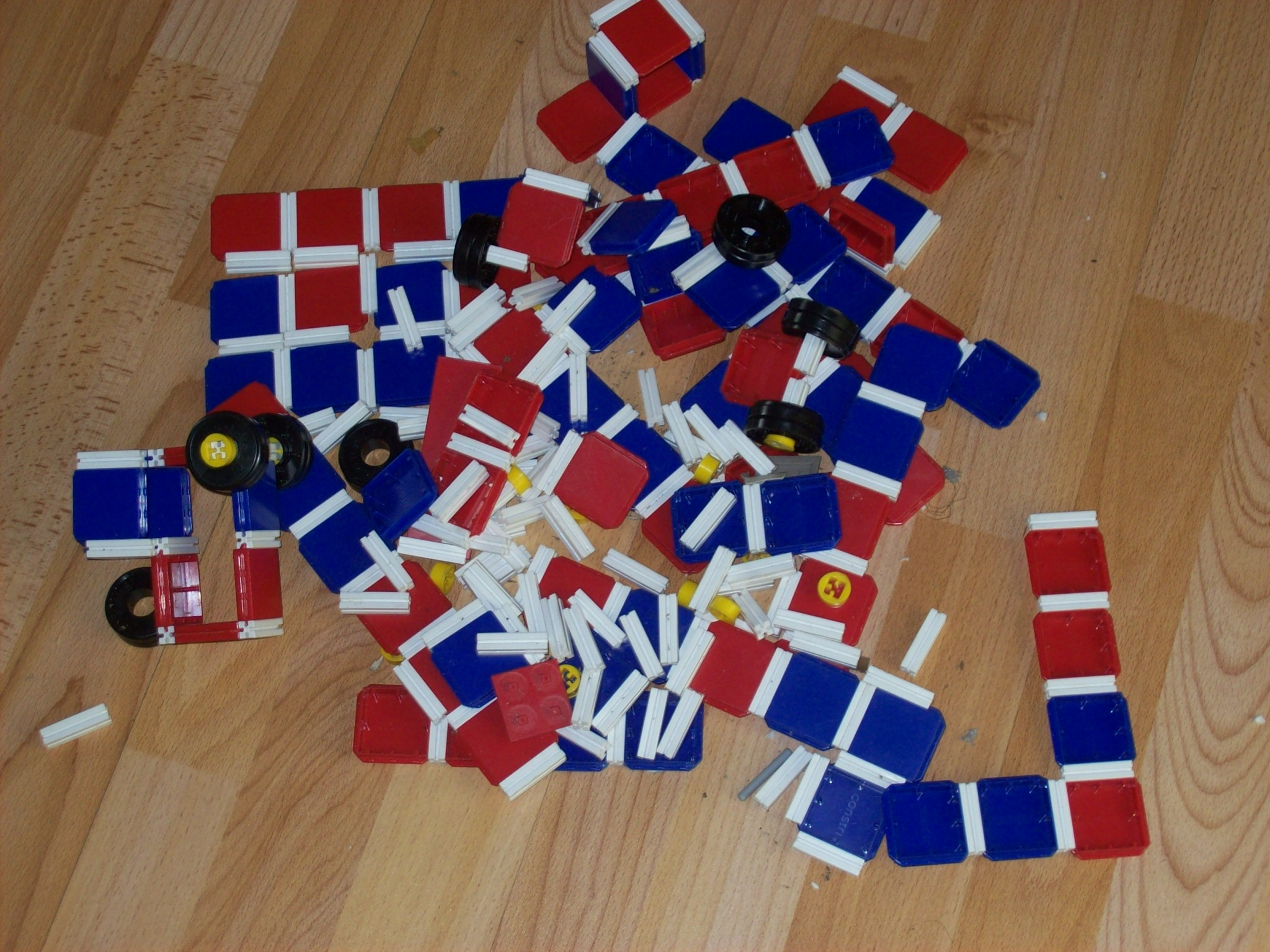
Gioco Constri

Un gioco di costruzione è un gioco nel quale si realizza un modello di un oggetto montando dei pezzi generalmente di dimensioni standardizzate.
Testimonianze scritte di questi giochi compaiono già nell'antichità anche se non sono giunti fino a noi reperti che ne testimonino l'esistenza e i primi esempi di questi giochi risalgono all'Ottocento e sono costituiti da set di mattoncini in terracotta o pezzi di legno destinati a ricostruire modelli specifici di oggetti, pertanto sono un esempio di modellismo.
Il Meccano, inventato da Frank Horny nel 1901, introduce per primo pezzi di dimensione standardizzata (piastre, viti e bulloni in metallo) e viene ben presto imitato dall'Erector (1913) statunitense. I famosi mattoncini autobloccanti LEGO realizzati in plastica risalgono invece al 1947.
Altri esempi di giochi di costruzione sono:
- Geomag ideato da Claudio Vicentelli all'inizio degli anni ottanta e pubblicato nel 1999 dalla Plastwood, i cui elementi costruttivi sono barrette metalliche magnetiche rivestite di plastica e biglie di acciaio[3].
- Supermag, pubblicato sempre dalla Plastwood nel 2003 dopo aver perso il marchio Geomag, è una versione rivista di quest'ultimo con nuovi materiali e barrette di due dimensioni differenti[4].
- Kapla, blocchi di costruzione in legno non bloccanti pensati per rimanere insieme solo per effetto della loro posizione e della forza di gravità.
- Mega Blocks, mattoncini in plastica simili ai LEGO.
- Lincoln Logs, tronchi in miniatura intagliati.
- K'Nex, asticelle in plastica e relativi connettori che formano strutture tridimensionali.
- Jenga, un gioco di abilità e di equilibrio in cui si deve costruire una torre di blocchetti di legno.